# Старое Тябердино
Ста́рое Тябе́рдино (тат. Иске Тәрбит, местное название тат. Ырым Тәрбите) — село в Кайбицком районе Татарстана, административный центр муниципального образования Старотябердинское сельское поселение.

## География
Расположено на реке Урюм (левом притоке Кубни), в 36 км юго-западней районного центра Больших Кайбиц.

## История
Известно с 1646 года. 
По архивным данным первоначально в селе проживали мещеряки. Жители села до крещения считались чувашами, но в своих преданиях о предках говорили как о мусульманах.
В 18 — 1-й половине 19 вв. жители относились к категории государственных крестьян. Занимались земледелием, разведением скота. В начале 20 в. в селе Старое Тябердино функционировали Петропавловская церковь, 2 школы грамоты, 2 мельницы, 4 крупообдирки, кузница, 2 мелочные лавки. В этот период земельный надел сельской общины составлял 1663,6 десятин. До 1920 г. село входило в Старо-Тябердинскую волость Цивильского уезда Казанской губернии. С 1920 г. в составе Чувашской автономной области, с 1921 г. — Буинского, с 1921-22 гг. — Свияжского кантонов Татарской АССР. С 14.02.1927 г. в Ульянковском, с 01.08.1927 г. в Кайбицком, с 19.02.1944 г. в Подберезинском, с 17.05.1956 г. в Кайбицком, с 01.02.1963 г. в Буинском, с 04.03.1964 г. в Апастовском, с 19.04.1991 г. в Кайбицком районах.

## Население
- 1989—700 (татары)
- 1997—656
- 2010—571

Население в основном татары (крещеные и некрещеные татары-тенгриане).

## Инфраструктура
Средняя общеобразовательная школа имени М. К. Кузьмина